# Vila José Casa Grande
Vila José Casa Grande é um bairro da Zona Nordeste da cidade de São Paulo, situado no distrito de Santana. É administrado pela Subprefeitura de Santana.